# قاراب عليا
قاراب عليا هي قرية في مقاطعة ميانة، إيران. عدد سكان هذه القرية هو 125 في سنة 2006.